# مرد توخالی ۲
میان تهی ۲ (به انگلیسی: Hollow man 2) نام فیلمی است محصول سال ۲۰۰۶ کشور آمریکا و با بازی کریستین اسلیتر، پیتر فاسینلی و لاورا ریگان
این فیلم در دنبالهٔ فیلم مرد میان تهی ساخته شده است.